# 데이트 어 라이브
《데이트 어 라이브》(일본어: デート・ア・ライブ 데토 아 라이부[*])는 일본의 작가 타치바나 코우시가 쓰고, 츠나코가 삽화를 담당한 라이트 노벨이다. 대한민국에서는 L노벨(디앤씨미디어)에서 발매되고 있다. 2011년 11월 애니메이션 제작을 발표했고 2013년 4월 방영을 시작했다. 한국에선 통칭 데어라라고 부르기도 한다.

## 줄거리
수수께끼의 생명체 정령의 출현으로 일어나는 대재해 공간진이 발생하게 된지, 약 30년이 지난 세계.
여동생과 둘이 살고있는 고등학생 이츠카 시도는 인간에게 절망하는 정령과 만난다. 그리고 여동생 코토리로부터 자신이 정령과 협상하여 세계와 정령 모두를 구할 수 있는 존재임을 알게 된다. 하지만 그 방법은 정령과 데이트해 반하게 하는 것이었다. 여동생의 불합리한 훈련 끝에 다시 정령 소녀와 만난 시도는 그녀에게 토카라는 이름을 붙인다.
그리고, 시도는 여러 정령들과의 "데이트"를 반복해 가는 가운데, 스스로의 출신, 나아가 정령이라고 하는 존재의 상세, 그것을 둘러싼 음모를 알게 된다.

## 등장인물

### 주요 인물
이츠카 시도(五河 士道)
성우: 시마자키 노부나가 / 조시 그렐리
본 작품의 주인공이다. 정령의 힘을 봉인할 수 있는 능력이 있어 정령들을 만나러 다니는 것을 전제로 이야기가 전개된다.
이츠카 시오리(五河 士織)
성우: 조고 사에코
'미쿠 릴리' 편에서 남자를 싫어하는 미쿠의 특성 때문에 시도가 여장을 했을때 사용했던 이름이다.
이츠카 코토리(五河 琴里)
성우: 타케타츠 아야나 / 브린 애프릴
식별명: 이프리트
천사: 카마엘
이츠카 시도의 여동생이자 라타토스크 기관 실전부대의 사령관이다. 평소에는 흰 리본을 매지만 사령관일때는 검은 리본을 매며 성격이 바뀐다. 5년전 팬텀에 의해 정령이 되었다. 과일맛 사탕을 좋아한다.
토비이치 오리가미(鳶一 折紙)
성우: 토가시 미스즈 / 미셸 리
식별명: 엔젤 / 반전명: 데빌
천사: 메타트론 / 마왕: 사탄
이츠카 시도의 클래스메이트이자 AST 부대의 상사이다. 5년전 자신의 부모님을 죽인 천사에게 복수하기 위해 정령까지 되지만, 미래의 자신이 메타트론의 발포를 잘못하여 부모님을 죽인 것을 알자 반전한다. 그러나 시도의 타임루프로 오리가미를 봉인, 다시 시도에게 애정가득한 모습을 보인다.
야토가미 토카(夜刀神 十香)
성우: 이노우에 마리나 / 미셸 로하스
식별명: 프린세스
천사: 산달폰 / 마왕: 나헤마
시도가 처음 만난 정령이다. 먹을 것을 좋아하며 시도가 다른 정령들을 만나는 것에 질투한다. 또한 정령들 중에 지능수치가 가장 낮다.
반전시 식별명은 불명, 천사는 산달폰과 대조되는 나헤마로 산달폰을 옥좌와 합치면 하르반 헤레브가 되는 것과 다르게 나헤마는 페이바쉬 헤레브가 된다. 영장은 이름은 불명이나 신위영장 10번과 대조되는 모습으로 바뀌며 아이작은 이를 마왕이라고 칭한다.

### 정령
요시노(四糸乃)
성우: 노미즈 이오리 / 티아 밸러드
식별명: 허밋
천사: 자드키엘
라노벨 기준 2권, 애니메이션 기준으로 4화에 등장
영장은 신위영장 4번(엘)이며, 기본적으로 토끼모양 우비를 연상시킨다.
왼손에 요시농(よしのん)이라는 퍼핏을 끼고 있으며 이는 복화술 인형이 아닌 요시노의 또다른 인격이라고 봐도 무방하다.
토키사키 쿠루미(時崎 狂三)
성우: 사나다 아사미 / 알렉시스 팁턴
식별명: 나이트메어
천사: 자프키엘
라노벨 3권에 등장. 시간을 조종하는 능력으로 사기급 전투능력을 지니고 있다. 죽인 사람의 수가 4자릿 수이며 살인을 꺼림없이 하기 때문에 타카미야 마나가 이를 뒤쫒는다.
| 탄환           | 능력                                          |
| -------------- | --------------------------------------------- |
| 첫 번째 탄환   | 시간을 빠르게 한다(대상을 가속시킨다)         |
| 두 번째 탄환   | 대상의 시간을 느리게 한다                     |
| 세 번째 탄환   | 대상을 성장시킨다                             |
| 네 번째 탄환   | 대상의 시간을 되감는다                        |
| 다섯 번째 탄환 | 바로 앞의 미래를 내다본다                     |
| 여섯 번째 탄환 | 관통한 대상의 의식을 과거로 보낸다            |
| 일곱 번째 탄환 | 대상의 시간을 멈춘다                          |
| 여덟 번째 탄환 | 분신을 만든다(과거의 자신을 제현)             |
| 아홉 번째 탄환 | 다른 시간축에 존재하는 사람의 의식을 연결한다 |
| 열 번째 탄환   | 과거를 볼 수 있다(맞은 대상에게 기억을 전달)  |
| 열한 번째 탄환 | 금단의 탄환:미래로 갈 수 있다.                |
| 열두 번째 탄환 | 과거로 갈수있다                               |

야마이 카구야(八舞 耶倶矢), 야마이 유즈루(八舞 夕弦)
성우: 우치다 마아야 브리드컷 세라 에미 / 브리트니 카바우스키 메건 시프먼
5권에 처음 등장하며 식별명은 베르세르크이다. 바람을 조정하는 능력이 있다. 공간진 규모가 크지만 아무것도 없는 공중에서 현계해서 공간진의 피해는 없다. 하지만 서로 싸우면서 수백킬로미터를 이동하기 때문에 피해가 크며 존재를 노출하기 때문에 정령의 존재를 숨기려는 조직에게 우선 목표이다.
둘은 원래 하나의 야마이지만 분리됐고 다시 합쳐졌을때의 주인격이 되기 위해 결투를 벌이며 싸우기만 하지 않고 빨리 달리기, 구슬치기 같은 대결도 했다. 100번째 대결은 수학 여행중에 이 둘의 싸움을 본 이츠카 시도를 반하게 하는 것이다. 둘다 말투가 특이하지만 야마이 카구야는 정령으로써 위엄이 있어야 된다고 생각해서 일부러 특별한 말투를 쓴다.
이자요이 미쿠(誘宵 美九)
성우: 치하라 미노리 / 재드 색스턴
6권에 처음 등장하며 식별명은 디바이다.(사랑을 담아서D-VA) 반년전에 한번 확인되어서 정보가 별로 없다. 목소리로 사람을 조정하며 공간진을 일으킬수 있다.
현재 린도지 여학원에 다니며 반년전에 데뷔해 '듣는 마약'이라고 불릴정도의 미성과 가창력으로 발표하는 곡마다 경이적인 히트를 치고 있으며 아이돌로 활동 중이다. 그러나 사람들 앞에 모습을 드러내지 않고, 정기 발표되는 CD와 일부 팬들만 모인 시크릿 라이브에서만 모습을 보이며 남자와 악수하는 것 조차 싫어해서 시크릿 라이브에는 여자만 초청한다. 남자를 싫어하기 때문에 이츠카 시도는 여장하고 이츠카 시오리란 이름으로 접촉한다.
나츠미(七罪)
8권에 처음 등장하며 식별명은 위치이다. 다른 사람이나 물건을 다른걸로 바꾸거나 본인이 다른 사람이나 물건으로 변할 수 있다.
마녀같은 복장에 모든 여성의 이상을 결집한 외모의 미녀로 처음에는 이츠카 시도에게 호감을 보이다 AST의 공격을 받은 뒤 변신하지 않은 본 모습을 봤다는 이유로 이츠카 시도의 인생을 박살내겠다고 선언한다.그 뒤 이츠카 시도로 변장해 학교에 와서 이츠카 시도의 주변 인물들에게 성추행을 했지만 토비이치 오리가미와 야토가미 토카에게 가짜임이 들킨다. 들킨 뒤 이츠카 시도에게 주변인물들의 사진을 보낸뒤 사진속의 인물들이 사라지기 전에 사진 안에 있는 자신이 누군지 맞추라는 편지를 보낸다.
팬텀
5년전 이츠카 코토리 앞에 나타난 정령이다. 타인에게 세피라를 주어 그 사람을 정령으로
만든다. 팬텀에 의해 토비이치 오리가미와 이자요이 미쿠 그리고 이츠카 코토리가 정령이 되었다.
소노가미 린네(園神 凛祢)
성우 : 하나자와 카나
게임 '린네 유토피아'에 등장하는 오리지널 인물이다.
소노가미 리오
성우 :사쿠라 아야네
게임 '리오 리인카네이션'에 등장하는 오리지널 인물로 시도를 "파파" 린네를 "마마"라고 부른다.
아루스 마리나
성우 :미모리 스즈코
게임 '아루스 인스톨'에 등장하는 인공정령
아루스 마리아
성우 :미모리 스즈코
게임 '아루스 인스톨'에 등장하는 수수께기의 소녀

### AST (대 정령 부대)
쿠사카베 료코(日下部 燎子)
성우: 타카하시 아오 / 케이틀린 글래스
토비이치 오리가미가 소속된 AST의 대장으로 20세 중반이며 계급은 대위다.
타카미야 마나(崇宮 真那)
2권에 처음 등장하며 계급은 소위이며 DEM사의 파견 사원이다. 리얼라이저 조작은 세계5위안에 들며 정령을 죽인적이 있다. 리얼라이저 조작능력은 DEM에서 몸을 개조해 온몸이 마력처리가 되어 있어서이며 수명은 10년 정도뿐이 안남았지만 본인은 모른다.
기묘한 존댓말을 쓰며 3년 전까지의 기억이 없지만 가지고있던 사진으로 이츠카 시도가 오빠인걸 알았다. 이츠카 시도가 라타토스크에서 일한다는걸 안뒤 이츠카 코토리에게 이츠카 시도를 데려가겠다고 한다.
오카미네 미키에(岡峰 美紀恵)

밀드레드 F 후지무라ミルドレッド・F・藤村)

### 라타토스크 기관
무라사메 레이네(村雨 令音)
성우: 엔도 아야 / 배럿 내시
해석관이며 라이젠 고등학교에 물리교사와 2학년 4반 부담임으로 잠입했다. 이츠카 시도의 이름을 신타로로 기억하고 신이라고 부른다.
그리고,시도가 흥분 했을땐 껴안아서 진정시킨다.(근데..심의엔 왜 안걸린건지?)
칸나즈키 쿄헤이(神無月 恭平)
성우: 코야스 타케히토 / J. 마이클 테이텀
라타토스크 실전부대의 부사령관이다.
카와고에(川越)
성우: 이노우에 고 / 크리스토퍼 새벗

미키모토(幹本)
성우: 토네가와 켄타로 / 브래들리 캠벨
밤 가게 아가씨들에게서 절대적 인기를 얻고 있는 〈사장오빠(CEO)〉.
자식이 세명있는데 첫째가 뷰티클, 둘째가 폴몬티, 셋째가 세라핌이다.
시이자키 히나코(椎崎 雛子)
성우: 아케사카 사토미 / 메이건 올백

나카츠가와(中津川)
성우: 고☆쟈스 / 맷 서스턴

미노와(箕輪)
성우: 우사미 토모코 / 세라 래그즈데일

엘리엇 볼드윈 우드먼
라타토스크의 창시자이자 원탁회의 의장이다. 이츠카 코토리의 은인이기도 하다.
카렌 노라 메이저스

### 도립 라이젠 고등학교
토노마치 히로토(殿町 宏人)
성우: 카츠 안리 / 닉 헤일리
이츠카 시도의 친구이다.
오카미네 타마에(岡峰 珠恵)
성우: 사도하라 카오리 / 아나스타샤 무뇨스
이츠카 시도의 담임이다.
야마부키 아이(山吹 亜衣), 하자쿠라 마이(葉桜 麻衣), 후지바카마 미이(藤袴 美衣)
성우: 무라이 리사코, 츠미타 카요코, 츠키미야 미도리 / 제이미 마키, 리아 클라크, 모니카 리얼
이츠카 시도와 같은반인 여학생들로 이름이 비슷하다는 걸 계기로 친해졌으며 항상 같이 다닌다.

### DEM사(데우스 엑스 마키나 인더스트리)
아이작 레이 펠럼 웨스트코트
DEM사의 상무이사로 DEM사의 실세이다. 30대 중반으로 보이지만 노회함과 노련함이 느껴진다.
엘렌 밀라 메이저스
세계 최강의 위저드다. 야토가미 토카가 도립 라이젠 고등학교에 다니는걸 확인하고 수학여행에 카메라맨으로 위장해 참여한다.
제임스 A 패딩튼

제시카 베일리

아르테미시아 B 애시크로프트

## 용어
정령
인계에 존재하는 특수 재해 지정 생명체로 발생 요인, 존재 이유 둘 다 불명이다. 이쪽 세계에 모습을 드러낼 때, 공간진을 발생시켜 주위에 심각한 피해를 끼치며 엄청난 전투 능력을 보유하고 있다.
정령은 이름에 숫자가 들어가 있다.
천사
형태를 지닌 기적이라고 불리는 정령을 더욱 정령답게 만들어 주는 최강의 창. 정령이 강력한 힘을 발휘하게 해주는 의장이며 천사는 정령 마다 다른 형태와 힘을 지닌다.
영장
정령을 지키는 최강의 갑옷. 물리적인 공격은 일절 통하지 않으며, 리얼라이저 기술을 통해 마력을 씌운 공격만이 정령에게 유효하다. 물론 그렇다 하더라도 최상급 위저드의 레이저 블레이드 정도는
되어야, 영장을 쉽게 베어내는 수준으로 엄청난 내구력을 자랑한다.
공간진
정령이 현계할 때 발생하는 현상으로, 공간이 일그러져서 발생하는 폭발이다. 30년전 유라시아 대륙에서 최초로 일어났으며 이 때의 폭발을 유라시아 대공재라고 부른다. 피해규모는 소련, 중국, 몽골이 사라지고 사상자1억5천만이 발생했으며 6개월 동안 세계 각지에서 공간진이 발생했다. 그 후 25년 동안 발생하지 않다가 5년 전 텐구시에서 발생뒤 다시 발생하고 있지만 거의 대부분 일본에서 발생했으며 작년부터는 텐구시에 주로 발생한다.
발생 직전에 같은 규모의 공간진과 부딪히면 상쇄된다.
| 정령                                | 정령                                | 식별명     | 천사                | 신위영장               |
| ----------------------------------- | ----------------------------------- | ---------- | ------------------- | ---------------------- |
| 토비이치 오리가미 (鳶一 折紙)       | 토비이치 오리가미 (鳶一 折紙)       | 엔젤       | 메타트론 - 절멸천사 | 에흐예(1번)            |
| 토비이치 오리가미[반전] (鳶一 折紙) | 토비이치 오리가미[반전] (鳶一 折紙) | 데빌       | ??? - 구세마왕      | ???                    |
| 혼죠 니아 (本条 二亜)               | 혼죠 니아 (本条 二亜)               | 시스터     | 라지엘 - 섭고편질   | 요드(2번)              |
| 토키사키 쿠루미 (時崎 狂三)         | 토키사키 쿠루미 (時崎 狂三)         | 나이트메어 | 자프키엘 - 각각제   | 엘로힘(3번)            |
| 요시노 (四糸乃)                     | 요시노 (四糸乃)                     | 허밋       | 자드키엘-빙결기뢰   | 엘(4번)                |
| 이츠카 코토리 (五河 琴里)           | 이츠카 코토리 (五河 琴里)           | 이프리트   | 카마엘 - 작란섬귀   | 엘로힘 기보르(5번)     |
| 호시미야 무쿠로 (星宮 六喰)         | 호시미야 무쿠로 (星宮 六喰)         | 조디악     | 미카엘 - 봉해주     | ???(6번)               |
| 나츠미 (七罪)                       | 나츠미 (七罪)                       | 위치       | 하니엘 - 위조마녀   | 아도나이 차바오트(7번) |
| 야마이 (八舞)                       | 카구야 (耶倶矢)                     | 베르세르크 | 라파엘 - 구풍기사   | 엘로힘 차바오트(8번)   |
| 야마이 (八舞)                       | 유즈루 (夕弦)                       | 베르세르크 | 라파엘 - 구풍기사   | 엘로힘 차바오트(8번)   |
| 이자요이 미쿠 (誘宵 美九)           | 이자요이 미쿠 (誘宵 美九)           | 디바       | 가브리엘 - 파군가희 | 샤다이 엘 카이(9번)    |
| 야토가미 토카 (夜刀神 十香)         | 야토가미 토카 (夜刀神 十香)         | 프린세스   | 산달폰 - 오살공     | 아도나이 멜렉(10번)    |
| 야토가미 토카[반전] (夜刀神 十香)   | 야토가미 토카[반전] (夜刀神 十香)   | ???        | 포확공 - 나헤마     | ???                    |

현현장치(리얼라이저)
30년전 일어난 대공재 때 얻은 기술로 물리공격이 통하지 않는 정령에게 인간이 대항할 수 있는 유일한 수단이다. 물리 법칙을 일그려뜨려 컴퓨터의 연산 결과를 현실에 재현할 수 있다. 의료, 건설등에 사용된다. 리얼라이저를 만들 수 있는 곳은 라타토스크와 DEM뿐이다. DEM사에서 만든 리얼라이저는 연산핵의 처리능력이 부족해서 인간의 뇌로 보충해야한다.
프락시너스(FRAXINUS)
라타토스크의 공중함으로, 텐구 시 상공 15,000m 위에 부유하고 있다. 이름의 유래는 북유럽 신화의 세계수 이그드라실.
전장 : 252m(위그드 폴리움 제외)
전폭 : 120m
주요무장
- 집속마력포<미스틸테인> : 프락시너스의 주포로 그 위력은 개인용 병기로는 절대 낼 수 없으며, AST 1개 중대 화력을 보유한 <화이트 리코리스>의 마력포 <블래스터크> 조차 능가하는 위력을 지녔다. 아루스 인스톨에서 언급된 내용에 따르면 텐구 시 대부분을 소멸 시킬 수 있는 위력.
- 정령영력포<궁니르> : 프락시너스 최강의 병기이자, 데이트 어 라이브에서 지금까지 나온 인간이 보유한 병기 중에서는 가히 최강의 화력을 자랑하는 무기. 정령, 주로 코토리의 영력을 변환, 증폭시켜 사용하는 무기로, 그 위력은 한정현현 상태의 코토리의 영력만 가지고도 미스틸테인을 압도하는 위력을 지녔다. (9권에서 DEM사의 공중함 헤프테메론이 프락시너스가 인공위성을 파괴하는 것을 방해하기 위해 낙하중인 인공위성에 지향성 테리터리를 전개했는데, 미스틸테인은 막아냈지만 궁니르는 막아내지 못했다.)
- 요격용 미사일<브류나크>
- 범용독립유닛<위그드 폴리움>
텐구 시
유라시아 대공재 6개월 뒤 발생한 남관동 대공재에 의해 도쿄 남부에서 가나가와 현 북부까지 초토화 되면서 재개발한 시이다. 그래서 공간진에 대비하면서 재개발했으며 셸터 보급률 1위 도시다. 최근 공간진이 빈번하게 발생하고있다.
전술 현현장치(컴뱃 리얼라이저) 탑재 유닛
리얼라이저를 전술적으로 운용하기위한 장비의 총칭이며 정령에 대항할 수 있는 유일한 수단이다. 통칭 CR-유닛이다.
AST (대 정령 부대)
정령이 나타나면 CR-유닛을 이용하여 격퇴 하는 부대
천앙제
텐구시가 처음 만들어졌을 때 학생수가 적어서 텐구시의 고등학교가 합동으로 개최한 소규모 제전으로 현재는 텐구 스퀘어 대형 전시장에서 사흘에 걸쳐 열리고 관광객과 방송국에서 취재를 올 정도로 규모가 커졌으며 고등학교끼리 최우수상을 경쟁하고 있다.

## 단행본
- 후지미 쇼보 - 후지미 판타지아 문고
  - デート・ア・ライブ 十香デッドエンド (2011년 3월 19일 발매, ISBN 978-4-04-071045-7)
  - デート・ア・ライブ2 四糸乃パペット(2011년 8월 20일 발매, ISBN 978-4-04-071046-4)
  - デート・ア・ライブ3 狂三キラー (2011년 11월 19일 발매, ISBN 978-4-04-071050-1)
  - デート・ア・ライブ4 五河シスター (2012년 3월 17일 발매, ISBN 978-4-04-071047-1)
  - デート・ア・ライブ5 八舞テンペスト (2012년 8월 17일 발매, ISBN 978-4-04-071048-8)
  - デート・ア・ライブ6 美九リリィ (2012년 12월 20일 발매, ISBN 978-4-04-071049-5)
    - 피겨 첨부 한정판 (2012년12월13일 발매, ISBN 978-4-8291-7710-5)

  - デート・ア・ライブ7 美九トゥルース (2013년 3월 19일 발매, ISBN 978-4-04-071030-3)
  - デート・ア・ライブ アンコール (2013년 5월 18일 발매, ISBN 978-4-04-071007-5)
  - デート・ア・ライブ8 七罪サーチ (2013년 9월 20일 발매, ISBN 978-4-04-071044-0)
  - デート・ア・ライブ9 七罪チェンジ (2013년 12월 20일 발매, ISBN 978-4-04-712974-0)
    - Blu-ray첨부 한정판 (2013년 12월 6일 발매, ISBN 978-4-04-712937-5)

  - デート・ア・ライブ10 鳶一エンジェル (2014년 3월 20일 발매, ISBN 978-4-04-070066-3)
  - デート・ア・ライブ11 鳶一デビル (2014년 9월 20일 발매, ISBN 978-4-04-070143-1)
  - デート・ア・ライブ アンコール2 (2014년 5월 20일 발매, ISBN 978-4-04-070116-5)
  - デート・ア・ライブ アンコール3 (2014년 12월 20일 발매, ISBN 978-4-04-070149-3)
    - Blu-ray첨부 한정판 (2014년 12월 9일 발매, ISBN 978-4-04-070083-0)
- 디앤씨미디어 - L노벨
  - 데이트 어 라이브 1 토카 데드엔드 (2012년 12월 10일 발매, ISBN 978-89-267-9335-0)
  - 데이트 어 라이브 2 요시노 퍼핏 (2013년 3월 19일 발매, ISBN 978-89-267-9345-9)
  - 데이트 어 라이브 3 쿠루미 킬러 (2013년 3월 19일 발매, ISBN 978-89-267-9372-5)
  - 데이트 어 라이브 4 이츠카 시스터 (2013년 4월 10일 발매, ISBN 978-89-267-9379-4)
  - 데이트 어 라이브 5 야마이 템페스트 (2013년 5월 10일 발매, ISBN 978-89-267-9387-9)
    - 데이트 어 라이브 5 특별판 (2013년 5월 10일 발매, ISBN 978-89-267-9395-4)

  - 데이트 어 라이브 6 미쿠 릴리 (2013년 6월 10일 발매, ISBN 978-89-267-9399-2)
  - 데이트 어 라이브 7 미쿠 트루스 (2013년 7월 10일 발매, ISBN 978-89-267-9407-4)
    - 데이트 어 라이브 7 특별판 (2013년 5월 10일 발매, ISBN 978-89-267-9413-5)

  - 데이트 어 라이브 앙코르 (2013년 9월 10일 발매, ISBN 978-89-267-9427-2)
    - 데이트 어 라이브 앙코르 특별판(2013년 9월 10일 발매, ISBN 978-89-267-9434-0)

  - 데이트 어 라이브 8 나츠미 서치(2014년 1월 10일 발매, ISBN 978-89-267-9471-5)
  - 데이트 어 라이브 9 나츠미 체인지(2014년 4월 10일 발매, ISBN 978-89-267-9543-9)
    - 데이트 어 라이브 9 한정판(2014년 4월 10일 발매, ISBN 978-89-267-9544-6)

  - 데이트 어 라이브 10 토비이치 엔젤(2014년 4월 10일 발매, ISBN 978-89-267-9584-2)
  - 데이트 어 라이브 앙코르 2 (2014년 10월 10일 발매, ISBN 978-89-267-9793-8)
  - 데이트 어 라이브 11 토비이치 데빌 (2015년 1월 10일 발매, ISBN 978-89-267-9835-5)
  - 데이트 어 라이브 앙코르 3 (2015년 4월 1일 발매, ISBN 978-89-267-9898-0)
  - 데이트 어 라이브 머테리얼 (2015년 8월 10일 발매, ISBN 978-89-267-9954-3)
  - 데이트 어 라이브 12 이츠카 디재스터(2015년 11월 10일 발매, ISBN 978-11-86906-03-3 {{isbn}}의 변수 오류: 유효하지 않은 ISBN.)
  - 데이트 어 라이브 앙코르 4 (2016년 3월 10일 발매, ISBN 978-11869006-55 {{isbn}}의 변수 오류: 유효하지 않은 ISBN.-2)
  - 데이트 어 라이브 13 니아 크레에이션(2016년 6월 10일 발매, ISBN 979-1-159-81078-7)

## 미디어 믹스

### 만화
- 데이트 어 라이브 (ringo)
  - デート・ア・ライブ 1 (2012년 8월 25일 발매, ISBN 978-4-04-120446-7)

휴재가 반복되다가 연재 종료되었다.
- 데이트 어 라이브 (이누이 세키히코)

ringo의 작품이 연재 종료된뒤 같은 잡지에 처음부터 다시 연재한다.
- - デート・ア・ライブ (1) 十香デッドエンド (2014년 3월 20일 발매, ISBN 978-4-04-121051-2)
  - デート・ア・ライブ (2) 十香デッドエンド (2014년 5월 26일 발매, ISBN 978-4-04-121113-7)
- 데이트 어 오리가미
  - デイト・ア・オリガミ 1 (2013년 3월 9일 발매, ISBN 978-4-04-712864-4)

원작과는 무관한 4컷만화로 로봇 토비이치라는 캐릭터가 등장한다.
데이트가 デイト로 다른 작품들(デート)하고 다르다.
- 데이트 어 스트라이크
  - デート・ア・ストライク 1 (2012년 9월 8일 발매, ISBN 978-4-04-712826-2)
  - デート・ア・ストライク 2 (2013년 3월 9일 발매, ISBN 978-4-04-712859-0)
  - デート・ア・ストライク 3 (2013년 7월 9일 발매. ISBN 978-4-04-712880-4)
  - デート・ア・ストライク 4 (2014년 3월 8일 발매, ISBN 978-4-04-070048-9)
- 디앤씨미디어 - SL COMIC
  - 데이트 어 스트라이크 1 (2016년 7월 10발행, ISBN 979-1-159-81422-8)

스핀오프작품으로 원작 2권과 3권사이를 배경으로 한다.
- 데이트 어 파티

월간 드래곤 에이지 2014년 2월호부터 연재를 시작했으며 일상을 그린 스핀 오프 작품이다.
- - デート・ア・パーティー (2014년 6월 9일 발매, ISBN 978-4-04-070185-1)

### 애니메이션
2013년 3월 30일부터 2013년 6월 15일까지방영되었다. 2기는 2014년 4월 12일에 시작해서 6월 11일까지 방영되었다. 2기 방영뒤 극장판 제작이 공개되었다. 2015년 8월에 《극장판 데이트 어 라이브: 마유리 저지먼트》가 공개되었다.

#### 주제가
2화~ 오프닝〈데이트 어 라이브〉
sweet ARMS
블루레이에서는 1화 오프닝으로도 사용됨
1, 13화 엔딩〈Hatsukoi Winding Road〉
리리코(츠미타 카요코), 소꿉친구(무라이 리사코), 선배(츠키미야 미도리)
블루레이에서는 1화 삽입곡으로 사용됨
13화에서 가사가 나온다.
2, 4, 6, 8, 10, 12화 엔딩 〈SAVE THE WORLD〉
노미즈 이오리
블루레이에서는 1화 엔딩으로도 사용됨
3, 7, 9, 11화 엔딩 〈SAVE MY HEART〉
노미즈 이오리
5화 엔딩 〈Strawberry rain〉
노미즈 이오리

#### 2기 주제가
2화~3화, 5화~10화 오프닝 〈Trust in you〉
sweet ARMS
1화~9화 엔딩〈Day to Story〉
사도하라 카오리
10화 엔딩〈MY Tresure〉
치하라 미노리
10화 엔딩
7화 삽입곡 〈monochrome〉
치하라 미노리

### 게임
컴파일 하트에서 '데이트 어 라이브: 린네 유토피아(デート·ア ·ライブ 凜祢 ユートピア)'란 이름으로 플레이 스테이션 3 게임으로 2013년 6월 27일에 발매했다. 소노가미 린네라는 새로운 오리지널 캐릭터가 등장하며 원작 4권과 5권 사이를 다루고있다. 그리고 애니메이션 2기 방영에 맞춰서 '데이트 어 라이브 : 아루스 인스톨(デート·ア ·ライブ 或守 インストール)'이 2014년 6월 26일에 발매되었다.여기서는 아루스 마리아라는 오리지널 캐릭터가 등장하며 야마이 자매와 이자요이 미쿠도 등장한다. 7권과 8권 사이 시점의 내용을 다루고 있다 그리고 모바일에서도 지금 사전예약을하고있다.